# HMS Vandal (P64)
Le HMS Vandal (Pennant number: P64) est un sous-marin de la classe Umpire ou Classe U  de la Royal Navy. Il a été construit en 1943 par Vickers-Armstrongs à Barrow-in-Furness (Angleterre).

## Conception et description
Le Vandal fait partie du troisième groupe de sous-marins de classe U qui a été légèrement élargi et amélioré par rapport au deuxième groupe précédent de la classe U. Les sous-marins avaient une longueur totale de 60 mètres et déplaçaient 549 t en surface et 742 t en immersion. Les sous-marins de la classe U avaient un équipage de 31 officiers et matelots.
Le Vandal était propulsé en surface par deux moteurs diesel fournissant un total de 615 chevaux-vapeur (459 kW) et, lorsqu'il était immergé, par deux moteurs électriques d'une puissance totale de 825 chevaux-vapeur (615 kW) par l'intermédiaire de deux arbres d'hélice. La vitesse maximale était de 14,25 nœuds (26,39 km/h) en surface et de 9 nœuds (17 km/h) sous l'eau.
Le Vandal était armé de quatre tubes lance-torpilles de 21 pouces (533 mm) à l'avant et transportait également quatre recharges pour un grand total de huit torpilles. Le sous-marin était également équipé d'un canon de pont de 3 pouces (76 mm).

## Carrière
La quille du sous-marin Vandal a été posée au chantier Vickers Armstrong, à Barrow-in-Furness le 17 mars 1942, lancé le 23 novembre 1942 et mis en service le 24 février 1943.
Ce sous-marin a eu la carrière la plus courte de tous les sous-marins de la Royal Navy, puisqu'il a été perdu avec les 37 hommes à bord quatre jours seulement après sa mise en service.

### Perte
Le sous-marin, sous le commandement du lieutenant James S. Bridger, a été perdu lors d'un exercice de mise en route de trois jours. Le sous-marin a été vu pour la dernière fois quittant son mouillage le 24 février 1943 à Lochranza, au nord de l'île d'Arran, avant d'être redécouvert en décembre 1994. Il venait de rejoindre la 3e flottille de sous-marins à Holy Loch, une importante base de sous-marins pendant la Seconde Guerre mondiale, largement utilisée pour des essais et des exercices.
Au départ, les rapports étaient contradictoires quant à la position possible du sous-marin perdu. Un sous-marin a rapporté avoir vu un fumigène à 5 km au nord d'Inchmarnock, et un autre a rapporté avoir entendu une coque taper dans une zone similaire. Cependant, un avion de repérage a signalé une importante marée noire à environ 4 km au nord d'Arran (15 km d'Inchmarnock). Une enquête menée au moment de sa perte a ignoré le rapport de l'avion de repérage et a conclu que le sous-marin avait coulé pendant la plongée profonde qu'il devait effectuer ce jour-là, quelque part au nord d'Inchmarnock.
À l'époque, le Premier ministre Winston Churchill a exigé un rapport complet sur la perte du Vandal et a demandé si le sous-marin avait été retrouvé. La réponse de l'officier du pavillon des sous-marins a répété l'hypothèse erronée selon laquelle le Vandal se trouvait en eaux profondes au large d'Inchmarnock, où le sauvetage serait impossible.
En 1994, la branche écossaise de l'Association des sous-mariniers a finalement persuadé la marine de fouiller la zone au nord d'Arran où un certain nombre de chalutiers avaient signalé que leurs filets avaient été accrochés par un objet sous-marin. Une expédition de la Royal Navy à bord du navire de lutte anti-mines Hurworth a finalement localisé l'épave en juin 1994, à 100 m sous la surface à 3 km au nord-ouest de Lochranza, à peu près là où l'avion de repérage avait signalé pour la première fois la présence d'une nappe de pétrole. L'épave repose dans l'obscurité totale sur une pente boueuse à 100 mètres de profondeur avec une gîte de 35 degrés sur bâbord. Son canon avant de 12 livres reste couvert d'un filet de chalutier, et les lettres en laiton VANDAL sont clairement visibles.
Il n'y a eu qu'un seul survivant de l'équipage du Vandal, Larry Gaines. À l'époque, Gaines était trop malade avec un mal d'oreille pour naviguer avec le navire, et a été remplacé par un membre d'équipage plus jeune et moins expérimenté. Pendant 60 ans, Gaines s'est blâmé lui-même pour cette perte, car il pensait que son remplaçant n'avait pas sécurisé l'écoutille arrière de la salle des machines, l'une des dernières vérifications de Gaines avant la plongée. Les plongées ultérieures sur l'épave ont révélé que l'écoutille arrière de la salle des machines était fermée, et que cela ne pouvait pas être la cause du naufrage. Avant cette enquête, on considérait généralement que l'erreur humaine consistant à laisser une écoutille ouverte pendant que le sous-marin plongeait avait causé la perte. Il a été prouvé par la suite que le sous-marin était en surface et ne plongeait pas lorsque l'accident s'est produit.
Le navire s'appelait à l'origine HMS Unbridled. Avant de prendre le commandement de ce qui devait être son premier et dernier bateau, le lieutenant John Bridger a réuni son équipage sur la jetée de Barrow, pour les informer qu'il serait désormais officiellement connu sous le nom de Vandal. Cela allait à l'encontre d'une tradition maritime de longue date selon laquelle changer le nom d'un navire risque de porter malheur à ce dernier et à son équipage.

### Enquêtes ultérieures
Une équipe de plongeurs a enquêté sur le Vandal en août 2003, cherchant une explication à son mystérieux naufrage. Ils ont découvert qu'une grande partie de la poupe (environ 1,5 m) était manquante et que la trappe d'évacuation arrière de la salle des machines était fermée, mais que la trappe d'évacuation avant était ouverte. De plus, les amarres étaient soigneusement rangées autour des bollards du milieu et de la poupe, et les hydroplanes avant étaient en position rangée. Il est donc probable que le Vandal était à la surface lorsque l'incident s'est produit. La zone dans laquelle se trouve le Vandal est connue sous le nom de zone "Québec", et était utilisée par les sous-marins effectuant des calibrations des registres sur un "mile mesuré". Il est donc possible que des travaux de calibrage aient été effectués, et bien qu'il y ait d'autres explications, cela pourrait suggérer pourquoi il n'a parcouru que 4 km en une heure et demie. Le maintenances de ces vannes de registres d'un sous-marin peut être très dangereuse, car le fait de les soulever pour les inspecter peut potentiellement briser la coque sous pression et provoquer une grave inondation. Dans le cas du HMS Untamed (qui a coulé trois mois après le Vandal), une procédure incorrecte lors de ces vannes de registres a été le principal facteur ayant contribué à la perte du bateau et de tout son équipage. Si la coque avait été brisée, alors que l'écoutille d'évacuation avant était ouverte, l'arrivée d'eau aurait pu submerger le sous-marin. Les pales de l'hélice tribord étaient usées à leur extrémité, ce qui indique que les hélices tournaient (peut-être en arrière toute) lorsque le Vandal a touché le fond, ou alors qu'il était sur le fond pour tenter de le repousser.
Cela impliquerait qu'il y avait des survivants dans les compartiments avant du sous-marin, et un rapport du capitaine de la jetée de Lochranza qui a vu des fumigènes à la surface donne plus de poids à cette théorie. Ceux qui n'ont pas été tués lors de l'inondation initiale des compartiments arrière auraient donc pu tenter d'utiliser la trappe d'évacuation avant pour quitter le sous-marin et essayer de remonter à la surface, une tentative qui s'est finalement soldée par un échec. Le sous-marin n'a été signalé en retard que le lendemain matin, et des navires de recherche ont finalement été déployés dans la zone vingt-trois heures plus tard. C'est pendant ce temps qu'un avion de repérage a observé une petite zone de pétrole concentrée au-dessus de ce que l'on sait maintenant être la position du Vandal. Trois heures plus tard, cette nappe avait dérivé et s'était dispersée. On a découvert que toutes les autres écoutilles et ouvertures extérieures vers la mer étaient fermées, et qu'il n'y avait aucun signe extérieur de dommage à la coque, ou de collision.

### Hommages
Un mémorial à la mémoire des personnes perdues à bord du HMS Vandal a été érigé à côté de la gare maritime Caledonian MacBrayne à Lochranza Pier, sur l'île d'Arran, par l'association des anciens camarades sous-marins en 1997.
L'épave était l'une de celles désignées en vertu de la loi de 1986 sur la protection des restes militaires (en anglais : Protection of Military Remains Act 1986), qui interdit toute interférence des plongeurs sur le site.

## Commandant
- Lieutenant (Lt.) John Stirling Bridger (RN) du 1er décembre 1942 au 24 février 1943

RN: Royal Navy